# Jerimoth Hill
Der Jerimoth Hill ist der Name des höchsten natürlichen Punktes im US-Bundesstaat Rhode Island, mit einer Höhe von 247 m über dem Meeresspiegel. Jerimoth Hill liegt im Providence County im Ort Foster, nahe der Grenze zu Connecticut. 

## Gelände
Der höchste Punkt selbst, ein schmaler, zu Tage tretender Felsen, gehört der Brown University. Die Hochfläche ist von Kiefern bewaldet.

## Geschichte
Der höchste Punkt wurde der Brown University von Walter Raymond Turner, einem ehemaligen Schüler einer Klasse von 1911, geschenkt. 1938 kaufte er das Saltbox-Haus im Westen und die umgebenden 360 acres. Turner legte auch einen Weg nördlich vom höchsten Punkt zur RI State Route 101 an. Die Brown University benutzte den Jerimoth Hill jahrzehntelang als Astronomieobservatorium und sie nutzten den einfachen Zugang zu diesem Privatgebiet, um einen Blick in den Himmel weg von der Lichtverschmutzung in Providence zu werfen. 

## Zugang
Für viele Jahre hatten Wanderer keinen Zugang zum Berg, da der Besitzer, Henry Richardson, dieses verbot. Der höchste Punkt selbst gehört der Brown University, nicht Richardson. Allerdings war sein Fahrweg der einzige Weg, der zum Felsen führte. Zunächst hieß Richardson Besucher willkommen und ließ sie seinen Besitz ohne Genehmigung durchqueren. Doch unter der zunehmenden Anzahl litten seine Musikinstrumente und die von ihm erteilten Musikstunden ebenso wie seine Privatsphäre. Er schloss den Weg und errichtete Bewegungsmelder rund um die Grundstücksgrenzen.  
Der Co-Editor des Highpointers Club Magazines, Dave Covill, versuchte jahrelang Richardson zu überzeugen, Klubmitgliedern zu erlauben, den höchsten Punkt zu betreten. Er war schließlich 1998 erfolgreich. Richardsons Partner Ed Bouchard erteilte  die Genehmigung für die Wanderer. Es ist ihnen erlaubt, an fünf ausgesuchten Ferientagen pro Jahr Jerimoth Hill zu besuchen.  Richardson starb 2001. Im Juni 2005 kauften Jeff und Debbie Mosley die Genehmigung Richardsons und legten einen Pfad zum höchsten Punkt mit Hilfe vieler Freiwilliger am Labor-Day-Wochenende 2005 an. Seit August 2007 ist der Berg jeden Tag von 8 bis 16 Uhr (EST) für Klubmitglieder und Nichtklubmitglieder geöffnet. Die RI State Route 101, der alte Rhode Island und Connecticut Turnpike, verläuft über den Berg.